# SMS G 194
SMS G 194 – niemiecki niszczyciel z okresu I wojny światowej. Okręt typu 1906 (S 138), trzecia jednostka podtypu G 192. Zatonął 26 marca 1916 roku na Morzu Północnym, staranowany przez brytyjski krążownik HMS „Cleopatra” .